# Mandy Kopp
Mandy Kopp (geboren 1976 in Leipzig) ist eine deutsche Autorin und war Opfer von Kinderprostitution. Sie gilt als wichtigste und prominenteste Zeugin im Rahmen des sogenannten „Sachsensumpf-Skandals“.

## Leben
Mandy Kopps Vater starb, als sie zwölf Jahre alt war. Ihre Mutter wurde alkoholabhängig. Kopp gibt an, dass ihr Cousin sie seit ihrem achten Lebensjahr sexuell missbrauchte. Erst als sie zehn Jahre alt war, wurde deswegen Anzeige erstattet. Im Alter von 16 Jahren versuchte Kopp, sich das Leben zu nehmen, nachdem ihre erste große Liebe zerbrochen war und sie einen heftigen Streit mit ihrer Mutter gehabt hatte. Sie lief im November 1992 mit einer 13-jährigen Freundin davon. Kopp wurde zusammen mit einer Freundin in eine Mädchen-WG in der Merseburger Straße gebracht, die sich als Kinderbordell herausstellte. Der Mann, der sie und ihre Freundin von der Straße aufgegriffen hatte, wurde ihr Zuhälter und vergewaltigte und schlug sie wiederholt.
Nach ihrer Befreiung aus dem Kinderbordell kam Kopp in ein katholisches Internat und wuchs weiter bei Pflegeeltern auf. Sie holte dort ihren Realschulabschluss nach. Im Alter von 18 Jahren heiratete sie. Kopp ist Künstlerin und Unternehmerin in Rheinland-Pfalz und Teilhaberin der Kopp & Dassbach GbR. Sie litt nach der Befreiung aus dem Kinderbordell lange an Depressionen und Panikattacken. Außerdem wurde bei ihr Unterleibskrebs festgestellt, der geheilt werden konnte.

## Sachsensumpfskandal
Am 28. Januar 1993 wurde das Kinderbordell „Jasmin“ von der Polizei gestürmt, und die Mädchen wurden befreit.
Der Zuhälter Michael Wüst wurde später wegen Menschenhandels in Tateinheit mit Zuhälterei, Förderung der Prostitution und sexuellem Missbrauch von Kindern zu vier Jahren und zwei Monaten Haft verurteilt. Er sagte im Jahr 2000 aus, dass ihm von Richter Jürgen Niemeyer angeboten worden sei, das Strafmaß zu mindern, wenn er nicht gegen die Klienten der Kinderprostituierten aussagen würde. Später widerrief er diese Aussage. Kopp und ein weiteres Opfer namens Beatrice E. sagten aus, dass sie Niemeyer und Staatsanwalt Norbert Röger als Freier wiedererkannt hätten. Die Aussagen konnten nicht bewiesen werden, und die Verfahren gegen die beiden Beschuldigten wurden eingestellt. Zudem wurden sowohl Kopp als auch Beatrice E. 2008 wegen Verleumdung angeklagt, der entsprechende Prozess begann 2012. Kopp gab an, dass sie bei Vernehmungen eingeschüchtert worden sei. Zudem wurde sie immer wieder vonseiten der Staatsanwaltschaft Dresden als „Prostituierte“ bezeichnet, obwohl sie sich selbst als Vergewaltigungsopfer sah.
Kopp versuchte 2009 erneut, Anzeige wegen Vergewaltigung und Körperverletzung gegen Michael Wüst zu erstatten. Jedoch wurde kein Verfahren aufgenommen, da die Taten zu diesem Zeitpunkt bereits verjährt seien. Ebenso wurde ihr mitgeteilt, dass gegen etwaige Freier vom Jasmin nicht mehr ermittelt werden würde, da diese Taten ebenfalls verjährt seien.

## Veröffentlichungen
- Die Zeit des Schweigens ist vorbei. Marion von Schröder Verlag, Berlin 2013, ISBN 978-3-547-71192-9.[9]